# Liste der Bodendenkmale in Heidenau (Nordheide)
In der Liste der Bodendenkmale in Heidenau sind alle Bodendenkmale der niedersächsischen Gemeinde Heidenau (Nordheide) aufgelistet. Die Quelle ist der Denkmalatlas Niedersachsen. Der Stand der Liste ist der 30. Oktober 2024.

## Allgemein

Heidenau im Landkreis Harburg

In den Spalten finden sich folgende Informationen des Bodendenkmales:
Lagegeographische Koordinaten
BezeichnungBezeichnung lt. Denkmalatlas
BeschreibungBeschreibung lt. Denkmalatlas
IDObjekt-ID
BildBild, ggf. zusätzlich mit Link zu weiteren Fotos im Medienarchiv Wikimedia Commons.

## Heidenau
| Lage                        | Bezeichnung            | Beschreibung | ID       | Bild |
| --------------------------- | ---------------------- | --- | -------- | ---- |
| 53° 19′ 59″ N, 9° 39′ 45″ O | Heidenau 26, Grabhügel | Rund, Durchmesser 10 m, erhaltene Höhe 0,6 m | 28960561 | BW   |
| 53° 20′ 3″ N, 9° 39′ 44″ O  | Heidenau 27, Grabhügel | Klein, Durchmesser 7,5 m und erhaltenen Höhe 0,5 m. | 28960564 | BW   |
| 53° 19′ 59″ N, 9° 39′ 48″ O | Heidenau 28, Grabhügel | Rund, im Nordwesten angeschnitten. Durchmesser 10 m, erhaltene Höhe 0,7 m. | 28960565 | BW   |
| 53° 19′ 29″ N, 9° 41′ 11″ O | Heidenau 30, Grabhügel | Flach, Oberfläche zerwühlt und in Südseite ein topographischer Messpunkt eingelassen. Durchmesser 10 m, erhaltene Höhe 0,5 m. | 28960545 | BW   |
| 53° 19′ 30″ N, 9° 41′ 13″ O | Heidenau 31, Grabhügel | Flach mit deutlich erkennbarem Rand. Durchmesser 10 m, erhaltene Höhe 0,5 m. | 28960563 | BW   |
| 53° 20′ 19″ N, 9° 39′ 1″ O  | Heidenau 39, Grabhügel | Sehr groß, kräftig gewölbt, Durchmesser 21 m, erhaltene Höhe 2,2 m. Bei einer Raubgrabung wurde ein großer keramischer Becher der Einzelgrabkultur in ca. 1 m Tiefe geborgen, sodass er wahrscheinlich dieser endneolithischen Kulturgruppe zugeschrieben werden kann. | 28960566 | BW   |
| 53° 18′ 31″ N, 9° 37′ 5″ O  | Heidenau 50, Grabhügel | Flach mit unscharfem Rand. Durchmesser 15 m, erhaltene Höhe 0,8 m. Mehrfach beschädigt. Am südlichen Hügelfuss Material angeschüttet, dass die Abgrenzung erschwert, seit den frühen 2000er Jahren von hier aus weitere Bebauung und Weg eingelassen.                  | 28960567 | BW   |
| 53° 18′ 30″ N, 9° 37′ 12″ O | Heidenau 51, Grabhügel | Flach mit verwaschenem Rand. Spuren des Forststreifenpflugs und auf der Westseite durch moderne Pflasterung begrenzt. Durchmesser 15 m, erhaltene Höhe 1 m. | 28960661 | BW   |
| 53° 18′ 36″ N, 9° 37′ 14″ O | Heidenau 52, Grabhügel | Sehr flach, ehemals Durchmesser 15 m und erhaltene Höhe 0,6 m. Mittlerweile komplett durch Weg überbaut und ist nur noch als flache Bodenwelle erkennbar. | 28960662 | BW   |
| 53° 18′ 10″ N, 9° 37′ 56″ O | Heidenau 60, Grabhügel | Gleichmäßig gewölbt mit unscharfem Randverlauf. Durchmesser 13 m, erhaltene Höhe 1,2 m. | 28960664 | BW   |
| 53° 20′ 9″ N, 9° 38′ 53″ O  | Heidenau 67, Grabhügel | Sehr flach, fast kreisrund, Durchmesser ca. 13 m und erhaltenen Höhe 0,6 m. Beschädigungen durch Forststreifenpflug und Tierbaue. | 28960665 | BW   |
| 53° 19′ 50″ N, 9° 39′ 9″ O  | Heidenau 68, Grabhügel | Fließend in Düne übergehend und damit größer wirkend. Durchmesser ca. 15 m, erhaltene Höhe 1 m. Im Nordosten und Südosten Ab- und Angrabungen zur Bodenentnahme. | 28960666 | BW   |
| 53° 19′ 47″ N, 9° 39′ 13″ O | Heidenau 69, Grabhügel | Wuchtig, Durchmesser 18 m, erhaltene Höhe 1,2 m. Große alte Eingrabung stört das Zentrum eine mittelgroße Eingrabung den Nordwestrand. | 28960668 | BW   |
| 53° 19′ 45″ N, 9° 38′ 46″ O | Heidenau 70, Grabhügel | Groß, breit mit abgeplatteter Kuppe. Rand verfließt, Oberfläche etwas zerwühlt. Durchmesser 15 m, erhaltene Höhe 1,2 m. | 28960669 | BW   |
| 53° 19′ 43″ N, 9° 38′ 47″ O | Heidenau 71, Grabhügel | Gleichmäßig gewölbt, sehr wuchtig mit verfließendem Rand. Durchmesser 17 m, erhaltene Höhe 1,5 m. | 28960667 | BW   |
| 53° 19′ 41″ N, 9° 38′ 47″ O | Heidenau 72, Grabhügel | Sehr flach, Durchmesser ca. 5 m und Höhe ca. 0,3 m. | 28960671 | BW   |
| 53° 19′ 40″ N, 9° 38′ 45″ O | Heidenau 73, Grabhügel | Wuchtig, rund, Durchmesser 20 m, erhaltene Höhe 1,4 m. Sehr große Eingrabung, die bis auf den anstehenden Boden reicht stört die Mitte. Abraum erhöht die Kuppe und bildet Rampe am westlichen Hügelrand. Auf der Nordostseite ein Strommast (Rundholz) eingelassen.   | 28960672 | BW   |
| 53° 19′ 39″ N, 9° 38′ 45″ O | Heidenau 74, Grabhügel | Klein, sehr flach mit zerwühlter Oberfläche. Durchmesser 8 m, erhaltene Höhe 0,4 m. | 28960673 | BW   |
| 53° 19′ 38″ N, 9° 38′ 44″ O | Heidenau 75, Grabhügel | Groß, flach mit verfließendem Rand. Oberfläche stark zerwühlt und im Zentrum ein tiefer, relativ junger Trichter. Durchmesser 19 m, erhaltene Höhe 1,1 m. | 28960670 | BW   |
| 53° 19′ 39″ N, 9° 38′ 44″ O | Heidenau 76, Grabhügel | Wuchtig, rund mit zerwühlter Oberfläche. Durchmesser 17 m, erhaltene Höhe 1,2 m. | 28960562 | BW   |
| 53° 19′ 42″ N, 9° 38′ 46″ O | Heidenau 79, Grabhügel | Wuchtig mit steilem Rand und alter Eingrabung in der Mitte. Durchmesser 19 m, erhaltene Höhe 1,6 m. | 28960674 | BW   |
| 53° 20′ 19″ N, 9° 39′ 38″ O | Heidenau 85, Grabhügel | Flach mit sanft auslaufendem Rand. Kaninchenbaue und Abfallgruben moderner Camper stören die Ostseite. Durchmesser 10 m, erhaltene Höhe 0,7 m. | 28960675 | BW   |
| 53° 18′ 30″ N, 9° 37′ 9″ O  | Heidenau 88, Grabhügel | Fast rund mit schwachen Forststreifenpflugspuren. Auf Ostseite Mobilhausbebauung direkt bis an den Hügelfuss. Durchmesser 12 m, erhaltene Höhe 0,6 m. | 28960676 | BW   |